# Soziologie (Zeitschrift)
Die Zeitschrift Soziologie ist das Mitteilungsblatt der Deutschen Gesellschaft für Soziologie (DGS). Die Zeitschrift fördert die Diskussion über den Stand des Fachs, dokumentiert die Arbeit der Gremien, Sektionen und Arbeitsgruppen der DGS und informiert über nationale wie internationale Entwicklungen. Sie erscheint inzwischen in einer Auflage von mehr als 3.500 Exemplaren (Stand April 2025).
Beiträge in der Soziologie werden über EBSCOhost Information Services sowie in den Bibliographien von De Gruyter: IBZ und IBR erfasst.
Das erste Heft erschien als Doppelausgabe 1972/1973 im Athenäum Verlag. Die Redaktion der ersten zwei Ausgaben der Soziologie lag beim damaligen Vorsitzenden der DGS M. Rainer Lepsius, auf dessen Initiative die Zeitschrift zurückgeht. Nach der Auflösung des Athenäum Verlags wurden die beiden Ausgaben des Jahres 1974 an der Universität Mannheim vervielfältigt. Erst mit der Übernahme der Zeitschrift durch den Enke Verlag wurde die Soziologie regelmäßig publiziert. Ab 1993 erschien sie bei Leske + Budrich, von 2004 bis 2008 im Verlag für Sozialwissenschaften und seit 2008 im Campus Verlag. 
Nach dem Fall der Mauer stand die Vereinigung der DGS mit der Gesellschaft für Soziologie (Ost) bevor und die umfangreiche Berichterstattung über den Neuaufbau der Soziologie in den neuen Bundesländern machte 1991 die Ergänzung der Soziologie um die DGS-INFORMATIONEN notwendig. 1995 wurden die DGS-INFORMATIONEN in die Soziologie integriert und die Ausgabe der Soziologie wurde von zwei auf vier Hefte pro Jahr umgestellt. 1999 beschloss der Vorstand, die Zeitschrift von „Mitteilungsblatt der Deutschen Gesellschaft für Soziologie“ in „Forum der Deutschen Gesellschaft für Soziologie“ umzubenennen. Die Soziologie wird in der Regel von einem Mitglied des Vorstands der DGS herausgegeben und presserechtlich verantwortet. Seit 2003 hat die Redaktion der Zeitschrift ihren Sitz am Institut für Soziologie der Universität Leipzig. Das Journal wird zunächst ausschließlich als Printausgabe publiziert. 12 Monate nach Erscheinen wird das jeweilige Heft auf der Homepage der Deutschen Gesellschaft für Soziologie auch digital zur Verfügung gestellt.  
| Herausgeber und Herausgeberinnen | Herausgeber und Herausgeberinnen |
| -------------------------------- | -------------------------------- |
| M. Rainer Lepsius                | 1973 – 1974                      |
| Günter Hartfiel                  | 1974 – 1977                      |
| Alfred Bellebaum                 | 1977 – 1981                      |
| Günter Endruweit                 | 1/1982 – 2/1991                  |
| Bernhard Schäfers                | 1/1992 – 2/1995                  |
| Rüdiger Lautmann                 | 3/1995 – 2/1999                  |
| Johannes Weiß                    | 3/1999 – 2/2003                  |
| Georg Vobruba                    | 3/2003 – 2/2017                  |
| Sina Farzin                      | 3/2017 – 2/2021                  |
| Dirk Baecker                     | 3/2021 – 2/2025                  |
| Angelika Poferl                  | 3/2025 –                         |